# Jiasha Xiang
Jiasha Xiang (kinesiska: 贾沙, 贾沙乡) är en socken i Kina. Den ligger i provinsen Yunnan, i den sydvästra delen av landet, omkring 200 kilometer söder om provinshuvudstaden Kunming. Antalet invånare är 17 661. Befolkningen består av 8 327 kvinnor och 9 334 män. Barn under 15 år utgör 22,0 %, vuxna 15-64 år 68 %, och äldre över 65 år 8,0 %.
Genomsnittlig årsnederbörd är 1 375 millimeter. Den regnigaste månaden är juli, med i genomsnitt 278 mm nederbörd, och den torraste är februari, med 22 mm nederbörd.